# Comté de Ouachita
Le comté de Ouachita est un comté de l'État de l'Arkansas, aux États-Unis. Au recensement de 2010, il comptait 26 120 habitants. Son siège est Camden.

## Démographie
| 1850  | 1860   | 1870   | 1880   | 1890   | 1900   |
| ----- | ------ | ------ | ------ | ------ | ------ |
| 9 591 | 12 936 | 12 975 | 11 758 | 17 033 | 20 892 |

| 1910   | 1920   | 1930   | 1940   | 1950   | 1960   |
| ------ | ------ | ------ | ------ | ------ | ------ |
| 21 774 | 20 636 | 29 890 | 31 151 | 33 051 | 31 641 |

| 1970   | 1980   | 1990   | 2000   | 2010   | - |
| ------ | ------ | ------ | ------ | ------ | - |
| 30 896 | 30 541 | 30 574 | 28 790 | 26 120 | - |